# Tram ATM serie 5100
Le vetture tranviarie serie 5100 dell'ATM di Milano erano una serie di motrici a carrelli ricavate dalla ricostruzione delle unità serie 5000 danneggiate durante gli anni della seconda guerra mondiale.
Allestite tra il 1947 e il 1951 presso gli stabilimenti Ansaldo di Genova, contribuirono in modo significativo al rilancio della rete tranviaria milanese negli anni che precedettero la costruzione delle prime due linee metropolitane.
Distolte quasi definitivamente dal servizio nel periodo dello sfoltimento delle linee tranviarie, tra gli anni settanta e i primi anni ottanta, continuarono a svolgere saltuarie corse di rinforzo sulle linee del capoluogo sino al 1986.
Attualmente sono ancora esistenti le unità originali 5131 (accantonata al deposito di Precotto), 5133 (dapprima ceduta a un privato e oggi esposta al Museo Volandia) e l'unità 5137 (ripristinata da ATM Milano in livrea biverde ma al momento ferma "accantonata" al deposito di Baggio), appartenente alla serie 5136 e 5137, costruita nel 1950/51 con un diverso allestimento interno e motori più potenti che anticipavano la serie 5200. Tuttavia in passato era stata preservata anche una quarta unità, presso la ditta Parizzi di Bresso, la 5130, che però venne in seguito demolita.

## Galleria d'immagini

La 5106 nel Natale 1961
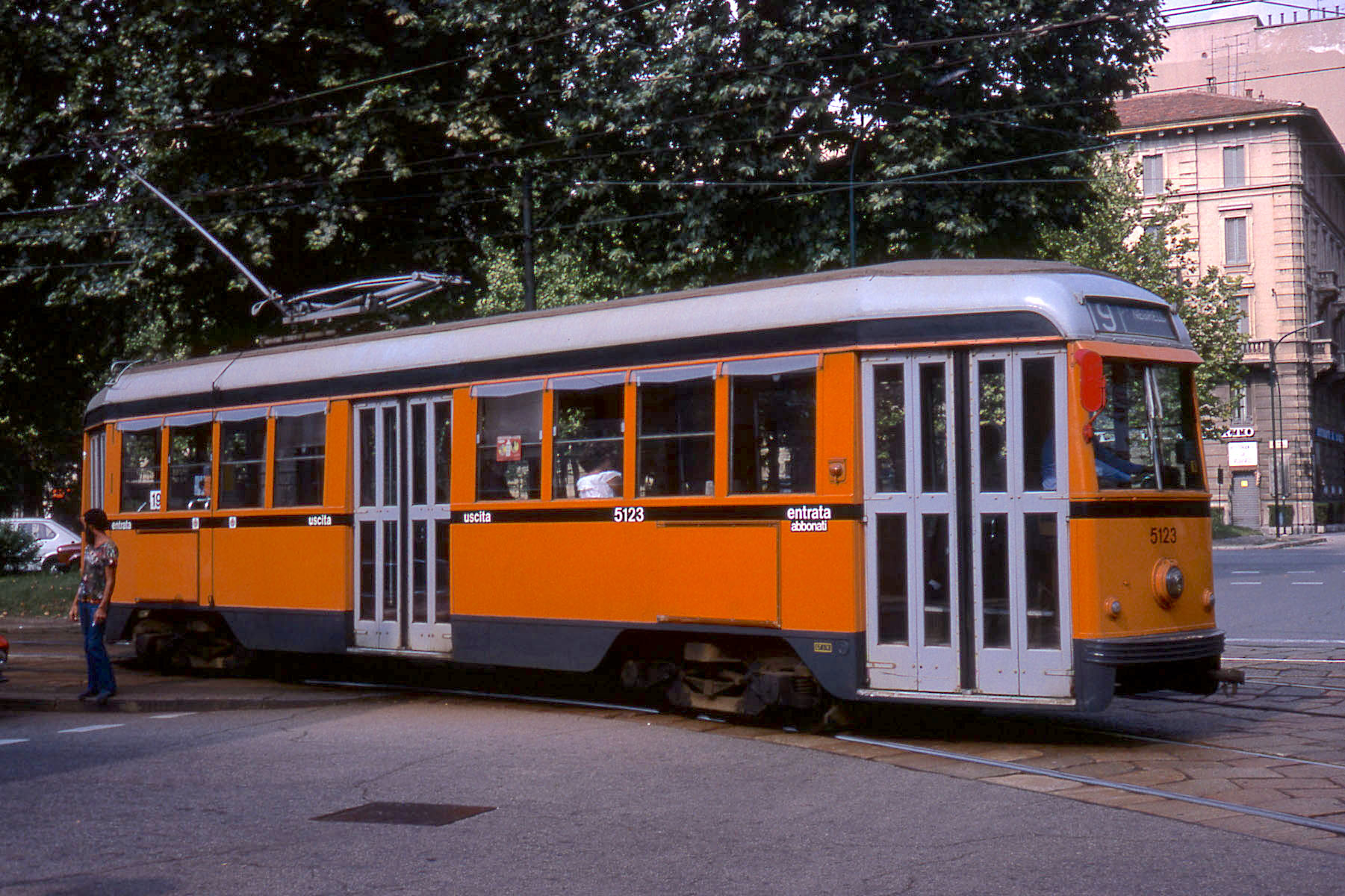
La vettura 5123 in livrea "arancio ministeriale", in corso Sempione nel 1977